# فرنسيسكو خافيير دي فيانا
فرنسيسكو خافيير دي فيانا (بالإسبانية: Francisco Javier de Viana)‏ هو عسكري أرجنتيني، ولد في 1764 في بوينس آيرس في الأرجنتين، وتوفي بنفس المكان في 1820.